# Ernest Simoni
Ernest Simoni (Troshan, 18 de outubro de 1928) é um Cardeal albanês, criado pelo Papa Francisco.

## Biografia
Simoni nasceu em uma aldeia próxima a Shkodrë, em uma família profundamente religiosa. Aos dez anos ingressou no Colégio Franciscano de Troshani, iniciando o processo de formação ao sacerdócio. Em 1948, no auge da perseguição do regime de Enver Hoxha, o convento franciscano foi saqueado e transformado num local de tortura para prisioneiros. Os frades foram fuzilados e os noviços expulsos. Simoni foi enviado para lecionar numa aldeia remota nas montanhas. Depois de dois anos de serviço militar (1953-1955), concluiu os estudos clandestinos de teologia.
Foi ordenado padre em 7 de abril de 1956, pelo Bispo Ernest Maria Çoba, na Arquidiocese de Shkodrë, onde permaneceu incardinado.
Em 24 de dezembro de 1963 foi preso por oferecer a Santa Missa do Galo pelo alma do presidente dos Estados Unidos da América, John F. Kennedy, que tinha sido assassinado. Foi condenado à morte, mas a sentença foi comutada em 25 anos de prisão e trabalhos forçados. Durante os anos da prisão foi para os companheiros de prisão como um pai espiritual.
Em 22 de maio de 1973, foi novamente condenado à morte, acusado de instigar um motim, mas devido ao depoimento favorável de seus carcereiros, a sentença não foi executada. Sua permanência na prisão durou 18 anos, doze dos quais passou nas minas.
Foi liberto em 1981, mas continuou a ser considerado como "inimigo do povo" pelas autoridades do regime. Depois da queda do regime comunista, exerceu seu ministério em vários vilarejos das campanhas albanesas.
Em 21 de setembro de 2014, encontrou o papa Francisco em ocasião da visita pastoral dele na Albânia.
Em 9 de outubro de 2016, o Papa Francisco anunciou a sua elevação a cardeal, no Consistório Ordinário Público de 2016, realizado a 19 de novembro do mesmo ano, em que recebeu o barrete cardinalício e o título de cardeal-diácono de Santa Maria da Scala.
Atualmente, serve na Arquidiocese de Florença.  Foi recebido pelo então Arcebispo Giuseppe Betori, como sacerdote da Arquidiocese, e nomeado cônego honorário da Catedral.